# Trofeo Peter J. Cutino
El Trofeo Peter J. Cutino (En inglés: Peter J. Cutino Award), se otorga al mejor jugador de waterpolo masculino y femenino en el National Collegiate Athletic Association (NCAA). Este trofeo es considerado el galardón más prestigioso a nivel individual en el waterpolo universitario estadounidense. El trofeo lleva el nombre de jugador universitario y entrenador de UC Berkeley, Peter J. Cutino

## Ganadores del Trofeo Peter J. Cutino
| Año  | Trofeo Masculino   | Universidad                        | Año  | Trofeo Femenino       | Universidad          |
| ---- | ------------------ | ---------------------------------- | ---- | --------------------- | -------------------- |
| 1998 | Sean Kern          | UCLA                               | 1999 | Bernice Orwig         | USC                  |
| 1999 | Sean Kern          | UCLA                               | 2000 | Aniko Pelle           | USC                  |
| 2000 | Tony Azevedo       | Stanford University                | 2001 | Coralie Simmons       | UCLA                 |
| 2001 | Tony Azevedo       | Stanford University                | 2002 | Brenda Villa          | Stanford University  |
| 2002 | Tony Azevedo       | Stanford University                | 2003 | Jackie Frank          | Stanford University  |
| 2003 | Tony Azevedo       | Stanford University                | 2004 | Moriah van Norman     | USC                  |
| 2004 | Juraj Zatovic      | USC                                | 2005 | Natalie Golda         | UCLA                 |
| 2005 | John Mann          | University of California, Berkeley | 2006 | Lauren Wenger         | USC                  |
| 2006 | Tim Hutten         | UC Irvine                          | 2007 | Kelly Rulon           | UCLA                 |
| 2007 | J. W. Krumpholz    | USC                                | 2008 | Courtney Mathewson    | UCLA                 |
| 2008 | J. W. Krumpholz    | USC                                | 2009 | Kami Craig            | USC                  |
| 2009 | Ivan Rackov        | University of California, Berkeley | 2010 | Kami Craig            | USC                  |
| 2010 | Joel Dennerley     | USC                                | 2011 | Annika Dries          | Stanford University  |
| 2011 | Balazs Erdelyi     | University of the Pacific          | 2012 | Kiley Neushul         | Stanford University  |
| 2012 | Balazs Erdelyi     | University of the Pacific          | 2013 | Melissa Seidemann     | Stanford University  |
| 2013 | Balazs Erdelyi     | University of the Pacific          | 2014 | Annika Dries          | Stanford University  |
| 2014 | Kostas Genidounias | USC                                | 2015 | Kiley Neushul         | Stanford University  |
| 2015 | Garrett Danner     | UCLA                               | 2016 | Stephania Haralabidis | USC                  |
| 2016 | McQuin Baron       | USC                                | 2017 | Ashleigh Johnson      | Princeton University |
| 2017 | Luca Cupido        | University of California, Berkeley | 2018 | Amanda Longan         | USC                  |
| 2018 | Luca Cupido        | University of California, Berkeley | 2018 | Amanda Longan         | USC                  |
| 2019 | Ben Hallock        | Stanford University                | 2019 | Makenzie Fischer      | Stanford University  |

(Fuente: Olimpic Club)